# José Norton de Matos

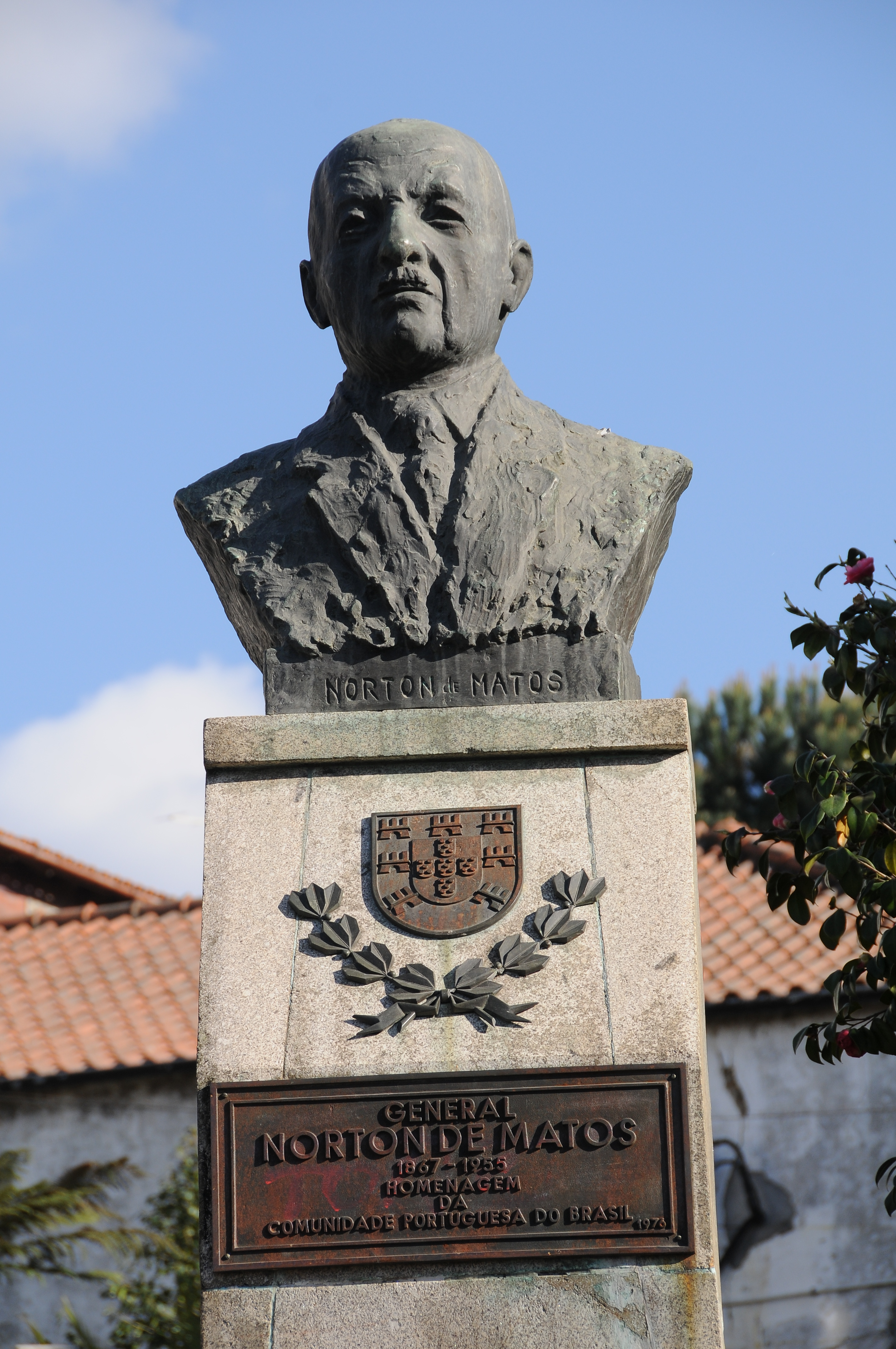
Norton de Matos

José Maria Mendes Ribeiro Norton de Matos (* 23. März 1867 in Ponte de Lima; † 3. Januar 1955 ebenda) war ein portugiesischer General und Politiker. Er war Premierminister (Presidente do Conselho de Ministros) und übergangsweise mehrmals Außenminister (Ministro dos negócios Estrangeiros) während der Ersten Republik.

## Biografie

### Studium und militärische Laufbahn
Nach der Schulausbildung in Braga sowie der Absolvierung der Escola Académica in Lissabon von 1880 bis 1884 begann er ein Studium der Mathematik an der Universität Coimbra. Im Anschluss daran absolvierte eine Ausbildung an der Militärschule (Escola do Exército) in Lissabon sowie zum Unterleutnant (Alferes) beim 4. Kavallerieregiment.
1898 erfolgte eine mehrjährige Verwendung bis 1907 als Offizier in der Kolonialverwaltung von Portugiesisch-Indien (Goa), wo er sich schwerpunktmäßig als Direktor mit Landesvermessung beschäftigte.

### Erster Weltkrieg und Erste Republik
Seine Rückkehr nach Portugal fiel zeitlich mit der Gründung der Ersten Portugiesischen Republik am 6. Oktober 1910 zusammen. Bald darauf übernahm er das Amt des Chef des Stabes der 5. Division und dann zum Chef des Generalstabes. Im Januar 1912 erfolgte seine Ernennung zum Generalgouverneur der Provinz Angola. als Nachfolger von Manuel Maria Coelho. Während seiner bis 1915 dauernden Amtszeit war er maßgeblich verantwortlich für den Schutz der Kolonie vor ausländischen Kräften wie Großbritannien, dem Deutschen Kaiserreich sowie Frankreich. Zugleich prägte er dort das Verständnis der Kolonialmacht.
Im Anschluss daran kehrte er nach Portugal zurück. Als Mitglied der Verfassungsjunta (Junta Constitucional) vom 14. bis zum 17. Mai 1915 war er de facto Mitglied eines Premierministerkollegiums (Presidente do Conselho de Ministros). Anschließend übernahm er während des Ersten Weltkrieges von 1915 bis 1917 das Amt des Kolonialministers und Kriegsministers. Als solcher war er insbesondere für die Organisation des portugiesischen Einsatzes an der Westfront verantwortlich. Aufgrund von Meinungsverschiedenheiten mit der von Sidónio Pais am 8. Dezember 1917 ausgerufenen Neuen Republik (República Nova) und deren politischer Ausrichtung begab er sich Ende 1917 ins Exil nach London.
Nach seiner späteren Rückkehr war er im Januar 1919 Delegierter auf der Pariser Friedenskonferenz, die zur Unterzeichnung des Friedensvertrages von Versailles führte. Später kehrte er nach Angola zurück und übernahm von 1921 bis 1923 das Amt des ersten Hohen Kommissars und Generalgouverneurs von Angola. Anschließend erfolgte seine Akkreditierung als Botschafter in London. Dieses Amt bekleidete er bis zum Putsch vom 26. Mai 1926.

### Militärdiktatur und Opposition zum Estado Novo
Während der Militärdiktatur von 1926 bis 1932 übernahm er eine Professur für Mathematik am Technischen Hochschulinstitut (Instituto Superior Técnico). Wie viele portugiesische Politiker seiner Zeit war auch er ein Anhänger der Freimaurerei und wurde im November 1929 zum Großmeister der Freimaurer (Grande Oriente Lusitano) gewählt, nachdem der ursprünglich gewählte ehemalige Premierminister und Präsident António José de Almeida kurz zuvor verstorben war. Als die Regierung ein Gesetz zum Verbot von Geheimbünden vorsah, kam es am 31. Januar 1935 zu seinem Protest beim Präsidenten des Parlaments (Assembleia da República), José Alberto dos Reis. Nach der Verabschiedung des Gesetzes Nr. 1091 vom 21. Mai 1935 und dem daraus folgenden Verbot der Freimaurer musste er von seinem Amt als Großmeister zurücktreten.
Mit Beginn des Regimes von António de Oliveira Salazar und des von diesem begründeten Neuen Staates (Estado Novo) 1932 wurde er von seiner Professur abberufen. In den folgenden Jahren wurde er zu einem der führenden Gegner Salazars und schließlich 1943 Mitglied des Nationalrates der Vereinigten Nationalen Antifaschistischen Bewegung (Movimento de Unidade Nacional Anti-Fascista) gewählt.
Auf seinem 81. Geburtstag wurde er zum Kandidaten der Opposition für die Wahl zum Präsidenten Portugals gegen António Óscar de Fragoso Carmona bestimmt. Als solcher setzte er sich in seinem Wahlmanifest vom 9. Juli 1948 für eine Freiheit des Wahlkampfes und seiner Wahlkundgebungen sowie eine gewissenhafte Überprüfung der Stimmergebnisse ein. Nachdem dies von der Regierung unter Salazar zurückgewiesen wurde, trat Norton de Matos als Kandidat für die Präsidentschaftswahlen am 12. Februar 1949 zurück.
Gleichwohl blieb er einer der Führer der demokratischen Oppositionsbewegung, deren Zentrum sich in der nordportugiesischen Stadt Porto befand.

## Auszeichnungen
Im Laufe seiner militärischen und beruflichen Laufbahn wurde Norton de Matos mit verschiedenen portugiesischen und ausländischen Orden ausgezeichnet:
- 1919: Großkreuz des Ordens des Turms und des Schwertes (Ordem Militar da Torre e Espada),
- 1921: Großkreuz des Ritterordens von Avis (Ordem Militar de São Bento de Aviz),
- Großkreuz des Ordens vom Heiligen Michael und Heiligen Georg (Order of St. Michael and St. George) (Großbritannien),
- Kommandeur des Christusordens (Ordem de Cristo).

## Veröffentlichungen
- Os serviços de agrimensura e cadastro da Índia Portuguesa (Die Landvermessung und das Katasterwesen in Portugiesisch-Indien)
- A geologia da Índia Portuguesa (Die Geologie von Portugiesisch-Indien)
- A província de Angola, 1926 (Die Provinz Angola)
- Memória e trabalhos da minha vida (4 Bände), 1943–1946 (Erinnerungen und Werke meines Lebens, 4 Bände)
- A Nação una, 1953 (Eine Nation)